# Cenomicrolita
La cenomicrolita és un mineral de la classe dels òxids que pertany al grup de la microlita.

## Característiques
La cenomicrolita és un òxid de fórmula química ◻₂Ta₂[O₄(OH)₂]◻. Va ser aprovada com a espècie vàlida per l'Associació Mineralògica Internacional en el mes d’abril de l'any 2025. Encara resta pendent de publicació. Cristal·litza en el sistema isomètric.
L'exemplar que va servir per a determinar l'espècie, el que es coneix com a material tipus, es troba conservat a les col·leccions mineralògiques del Museu d'Història Natural de la Universitat de Florència, a Itàlia, amb el número de catàleg: MSN-MIN 3747-I.

## Formació i jaciments
Va ser descoberta a la mina Volta Grande, situada a la localitat de Nazareno, a Minas Gerais (Brasil), sent aquest indret l'únic de tot el planeta on ha estat descrita aquesta espècie mineral.